# ACT RESS
『ACT RESS』（アクトレス）は、山下久美子のライヴ・アルバムで、1987年12月1日に日本コロムビアから発売された。

## 概要
1983年に発売された『LIVE BEST COLLECTION』以来のライヴ・アルバムで、LPレコードと同時にCDも同時発売された。
このアルバムは、1987年1月7日に行われた日本武道館公演と、8月26日に行われた有明コロシアム公演の模様を収録されている。

## 再発売
2009年4月20日に、オンデマンドCDとして再発売。
2020年10月21日に、デビュー40周年記念ベスト・アルバム『愛☆溢れて! 〜Full Of Lovable People〜』と同時に、UHQCD仕様で発売された。

## 収録曲

### SIDE A
| 全編曲: 布袋寅泰、ストリングス・アレンジ: 中西俊博（#4のみ）。 |                              |            |            |       |
| #                                                              | タイトル                     | 作詞       | 作曲       | 時間  |
| 1.                                                             | 「WHY?」                     | 山下久美子 | 布袋寅泰   | 3:42  |
| 2.                                                             | 「ANGEL BEAT」               | 山下久美子 | 布袋寅泰   | 4:13  |
| 3.                                                             | 「REINCARNATION」            | 布袋寅泰   | 布袋寅泰   | 4:52  |
| 4.                                                             | 「抱きしめてオンリィ・ユー」 | 康珍化     | 亀井登志夫 | 4:43  |
| 5.                                                             | 「Lilith (British Fantasy)」 | 山下久美子 | 布袋寅泰   | 5:13  |
| 合計時間:                                                      | 合計時間:                    | 合計時間:  | 合計時間:  | 22:43 |

### SIDE B
| 全編曲: 布袋寅泰、ストリングス・アレンジ: 中西俊博（#5のみ）。 |                         |                        |           |       |
| #                                                              | タイトル                | 作詞                   | 作曲      | 時間  |
| 1.                                                             | 「LOVE & PEACE」        | 山下久美子             | 布袋寅泰  | 3:22  |
| 2.                                                             | 「Rock me Baby」        | 山下久美子             | 布袋寅泰  | 4:44  |
| 3.                                                             | 「SINGLE」              | 竹花いち子・山下久美子 | 布袋寅泰  | 4:33  |
| 4.                                                             | 「笑ってよ フラッパー」 | 山下久美子             | 村松邦男  | 5:42  |
| 5.                                                             | 「FLIP FLOP & FLY」     | 山下久美子             | 布袋寅泰  | 6:46  |
| 合計時間:                                                      | 合計時間:               | 合計時間:              | 合計時間: | 25:07 |

### CD
| 全編曲: 布袋寅泰、ストリングス・アレンジ: 中西俊博（#4, #10のみ）。 |                              |                        |            |       |
| #                                                                   | タイトル                     | 作詞                   | 作曲       | 時間  |
| 1.                                                                  | 「WHY?」                     | 山下久美子             | 布袋寅泰   | 3:42  |
| 2.                                                                  | 「ANGEL BEAT」               | 山下久美子             | 布袋寅泰   | 4:13  |
| 3.                                                                  | 「REINCARNATION」            | 布袋寅泰               | 布袋寅泰   | 4:52  |
| 4.                                                                  | 「抱きしめてオンリィ・ユー」 | 康珍化                 | 亀井登志夫 | 4:43  |
| 5.                                                                  | 「Lilith (British Fantasy)」 | 山下久美子             | 布袋寅泰   | 5:13  |
| 6.                                                                  | 「LOVE & PEACE」             | 山下久美子             | 布袋寅泰   | 3:22  |
| 7.                                                                  | 「Rock me Baby」             | 山下久美子             | 布袋寅泰   | 4:44  |
| 8.                                                                  | 「SINGLE」                   | 竹花いち子・山下久美子 | 布袋寅泰   | 4:33  |
| 9.                                                                  | 「笑ってよ フラッパー」      | 山下久美子             | 村松邦男   | 5:42  |
| 10.                                                                 | 「FLIP FLOP & FLY」          | 山下久美子             | 布袋寅泰   | 6:46  |
| 合計時間:                                                           | 合計時間:                    | 合計時間:              | 合計時間:  | 47:50 |

## 参加ミュージシャン
Sound Produced by 布袋寅泰

### 有明コロシアム
- Guitar & Chorus：布袋寅泰
- Bass：松井恒松
- Drums：古田たかし

### 日本武道館
- Guitar & Chorus：布袋寅泰
- Bass：浅田孟
- Drums：山木秀夫
- Computer Program & Keyboards：松武秀樹
- Violins：中西俊博

中西俊博 Strings Quartet